# Sophie Garénaux
Sophie Garénaux est une participante et finaliste du concours Miss France 2013 dont elle a terminé 2e dauphine.
Elle a également été sélectionnée pour représenter la France à Miss Terre 2013. Elle est la première déléguée de Miss Terre auprès de l'organisation de Miss France dirigée par Sylvie Tellier. Elle a d'abord été élue Miss Liévin puis Miss Nord-Pas-de-Calais en 2012.

## Biographie

### Jeunesse
Selon le site web officiel de Miss Terre, Sophie décrit son enfance comme « très enrichissante, rythmée par les années scolaires, le sport (natation surtout) et ma passion pour la nature ». Elle a également dit qu'elle a eu une « vie de famille très enrichissante ». Elle a aussi appris la danse et le théâtre. Elle cite le nautisme comme son sport préféré.
Elle est membre du Club Nature depuis huit ans, où elle en apprend sur la flore et la faune. Outre l'enseignement, elle y fait des visites de « gouffres, parcs, plages, réserves naturelles, parcs animalier et centres aquatiques » mensuelles. Elle mentionne également, « En outre, nous avons un centre d'études avec plus de 70 espèces animales, et une grande ferme à l'extérieur, ce qui nous permet d'acquérir de l'expérience dans le contact réel du monde animal ». En raison de son implication dans l'organisation, elle est devenue de plus en plus consciente des problèmes environnementaux. Les membres de cette organisation ont participé à divers nettoyages de la côte le long des plages du nord de la France, en parallèle à des excursions dans des lieux différents de gestion des déchets et de recyclage.
Elle y a appris « le respect, l'éducation, le sens du travail, de la discipline, la patience et de l'amour et l'appréciation de la nature qui nous nourrit » au cours de son enfance.

### Miss France 2013
Sophie Garénaux décide de rejoindre l'édition 2013 de Miss France, et représente sa région, le Nord-Pas-de-Calais, dont la précédente miss était Sophie Martin. À l'issue de la compétition, qui a eu lieu le 8 décembre 2012,, elle termine deuxième dauphine.
Le concours est remporté par Marine Lorphelin, qui est la représentante de la France pour Miss Monde 2013 en Indonésie.

### Miss Terre 2013
Sélectionnée en tant que Miss Terre pour la France en 2013, Sophie Garénaux prend l'avion pour les Philippines pour participer à Miss Terre 2013 et pour tenter de succéder à Tereza Fajksová,,.
Pour les déléguées de Miss Terre, un plaidoyer pour la défense de l'environnement est un exercice obligatoire. Celui de Sophie se concentre sur la pollution de l'eau. Elle parle de « l'industrie, de l'agriculture, des eaux usées et de l'automobile, les déversements de pétrole » comme plusieurs facteurs qui contribuent à la pollution de l'eau. Elle a choisi la pollution de l'eau car « ... c'est une cause majeure de mortalité de l'homme, des animaux et des plantes à grande échelle. Depuis la fin du vingtième siècle, avec l'utilisation de plastiques principalement en verre et en acier inoxydable très peu dégradables, l'impact des déchets humains marins est devenu de plus en plus important ! Diverses études ont maintenant trouvé des particules de matière plastique dans les océans du monde et à toutes les profondeurs : 100 millions de tonnes de déchets plastiques sont dispersés dans les océans du monde ». Elle a dit que, « La lutte contre la pollution est difficile, parce que ce qui est au fond ou dilué dans l'eau est souvent invisible. En outre, certains toxiques infiltrés dans le sol, produisent souvent leurs effets après une longue période ! Cependant, nous pouvons agir ! Comme nous le voyons, le plastique est le matériau qui occupe la plus grande partie des déchets trouvés à la mer et à éliminer les déchets, il doit être collecté ».
Outre la pollution de l'eau, Garénaux mentionne également le dégazage, l'enlèvement des boues et la gestion des déchets. Elle mentionne que la Guadeloupe, département français, est victime de la mauvaise gestion des déchets.
Elle ajoute également que si elle devient Miss Terre, elle va être en mesure de mener ses plans à échelle mondiale, d'où elle peut contribuer pour l'avenir.
Lorsqu'on lui demande ce qu'elle peut mettre en avant à propos de son pays, elle a répondu : « Mon pays est un grand et ancien pays qui appartient à la communauté européenne, de sorte que nous avons un vaste patrimoine culturel. Aussi, comme nous sommes un pays développé, il est très difficile de promouvoir une chose plutôt qu'une autre, mais comme je suis un peu gourmande et en français, de permettre j'ai d'abord parler de notre gastronomie française ».
Au cours l'évènement de Miss Terre 2013, Garénaux se voit attribuer une médaille de bronze pour la « compétition de tenue de loisir » pendant les préliminaires. Lors de la finale de la nuit, elle a été déclarée comme faisant partie des 16 demi-finalistes. Cependant, elle n'ira pas plus loin. Alyz Henrich du Venezuela a remporté le concours,,.